# Kłokoczka południowa
Kłokoczka południowa (Staphylea pinnata L.) – gatunek rośliny z rodziny
kłokoczkowatych (Staphyleaceae). Pochodzi ze środkowej i południowej Europy, oraz Azji Mniejszej. Występuje rzadko w południowej Polsce, jest także uprawiany. 

## Morfologia

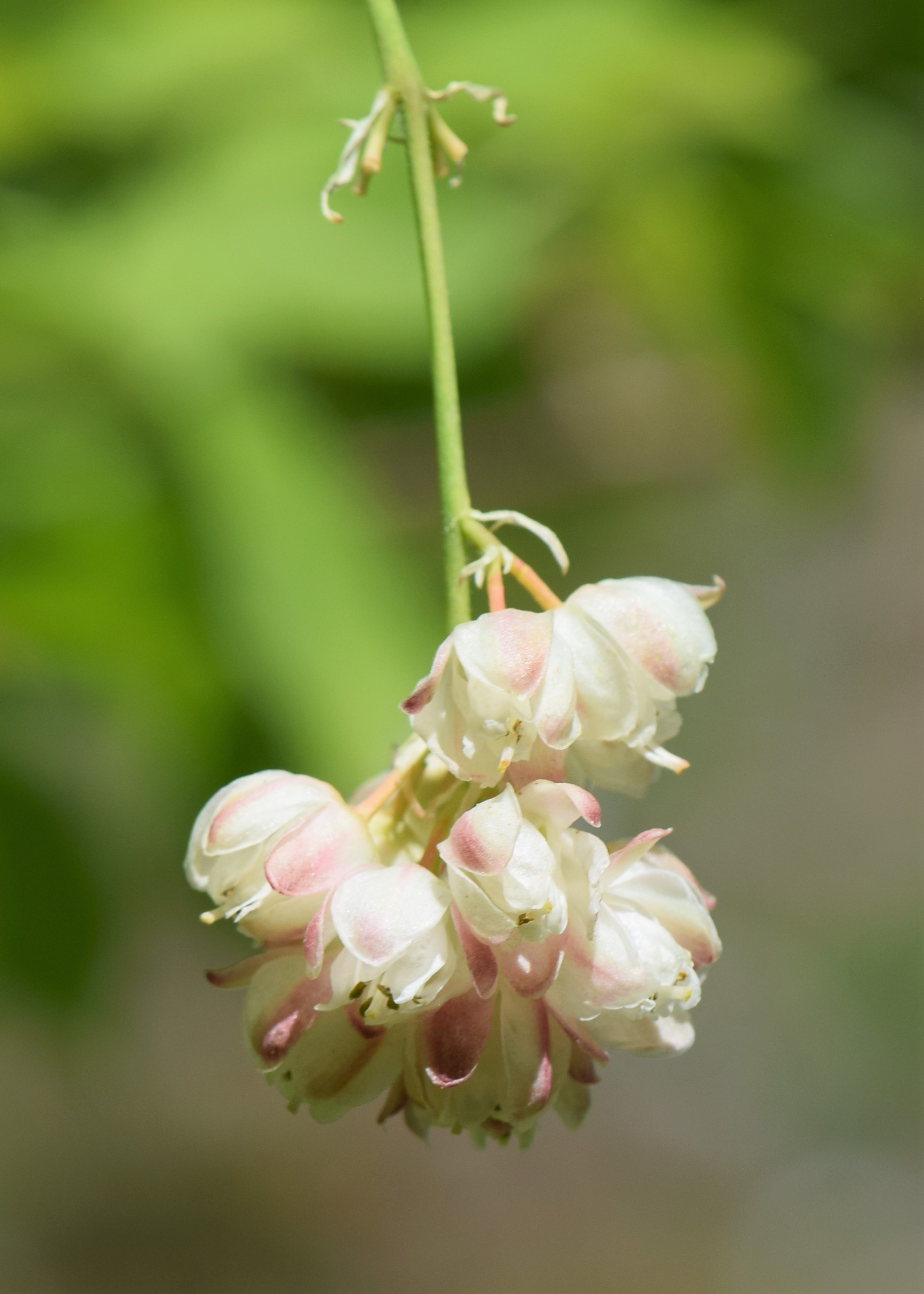
Kwiatostan

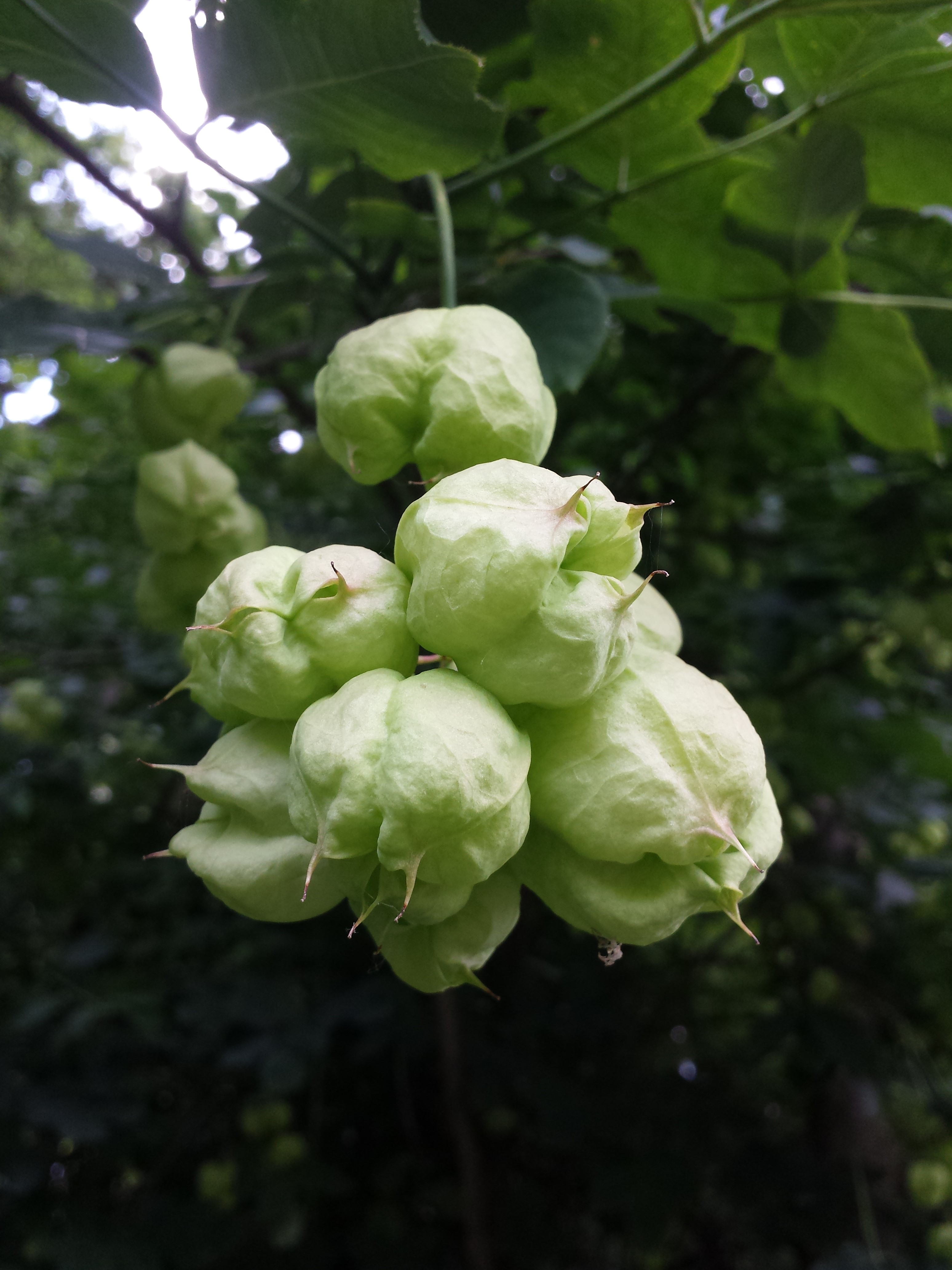
Owoce

PokrójKrzew dorastający do 2–4 m wysokości. Nanofanerofit.
Pień, pędyKora gładka z białymi pionowymi prążkami. Pączki lekko spłaszczone, odstające nieco od gałązek. Roczne pędy z resztkami owłosienia, oliwkowozielone, czasami z brunatnym odcieniem. Na starszych pędach widoczne liczne przetchlinki. Blizna liściowa półkolista, wyniosła, płaska, brązowawa. Ślady po wiązkach przewodzących ułożone półkoliście bądź wokół całej blizny liściowej.
LiścieZłożone, składające się z 3–7 wąskojajowatych, drobnopiłkowanych listków. Są siedzące lub krótkoogonkowe, często posiadają niewielkie, nitkowate przylistki. Dolna strona liści sinozielona, górna ciemnozielona.
KwiatyBiałe, lub różowawe, drobne w zwisających gronach. Obupłciowe, są zapylone głównie przez muchy. Kwiaty mają przyjemny zapach.
OwoceDekoracyjne, rozdęte 2–3 komorowe torebki długości około 3 cm. Kształt torebki jest najczęściej kulisty, niekiedy sercowaty. Ściany torebki pergaminowate, początkowo jasnozielone, potem (sierpień-wrzesień) przebarwiają się na kolor brunatny, słomkowożółty lub pomarańczowy. W torebce znajduje się kilka twardych, lśniących nasion o kolorze jasnobrązowym. Nasiona dojrzewają w okresie od września do listopada. Nasiona są jadalne, w smaku podobne do orzeszków pistacjowych.

## Biologia i ekologia
Nanofanerofit. Rośnie w lasach i zaroślach. Kwitnie w okresie od maja do czerwca. Kłokoczka może rosnąć w pełnym słońcu lub półcieniu, występuje na różnych glebach. Preferuje wilgotne podłoże. Drewno bardzo twarde, trudno łupliwe, żółtobiałego koloru. 

## Zastosowanie
- Drewno było kiedyś masowo wykorzystywane do produkcji drobnych sprzętów domowych.
- Nasiona stosowano do wyrobu biżuterii oraz różańców (jako paciorki), a inne części rośliny także w obrzędach religijnych.
- Z nasion kłokoczki wytłaczano dawniej olej (bogaty w tłuszcze i kwasy tłuszczowe) stosowany do oświetlania domostw.
- Roślina miododajna.
- Za pomocą metod optycznych i chemicznej degradacji z kłokoczki południowej izoluje się aminokwasy amidowe – pinnataninę oraz oksypinnataninę[4].